# Paradoja de Cuomo
Paradoja de Cuomo es la observación de que ciertos factores asociados a una menor probabilidad de desarrollar una enfermedad pueden mostrar efectos neutros o incluso perjudiciales cuando la enfermedad ya está presente.  Se han documentado ejemplos con exceso de peso corporal, consumo moderado de alcohol, y niveles elevados de colesterol.
El término fue acuñado en agosto de 2025, tras la publicación de un  artículo del científico biomédico Raphael E. Cuomo en el Journal of Nutrition que describe este fenómeno. 
La Paradoja de Cuomo puede ser empleada para elaborar guías de nutrición que diferencien entre consejos de prevención para poblaciones sanas y recomendaciones para pacientes que ya padecen una enfermedad.